# 존 블룸

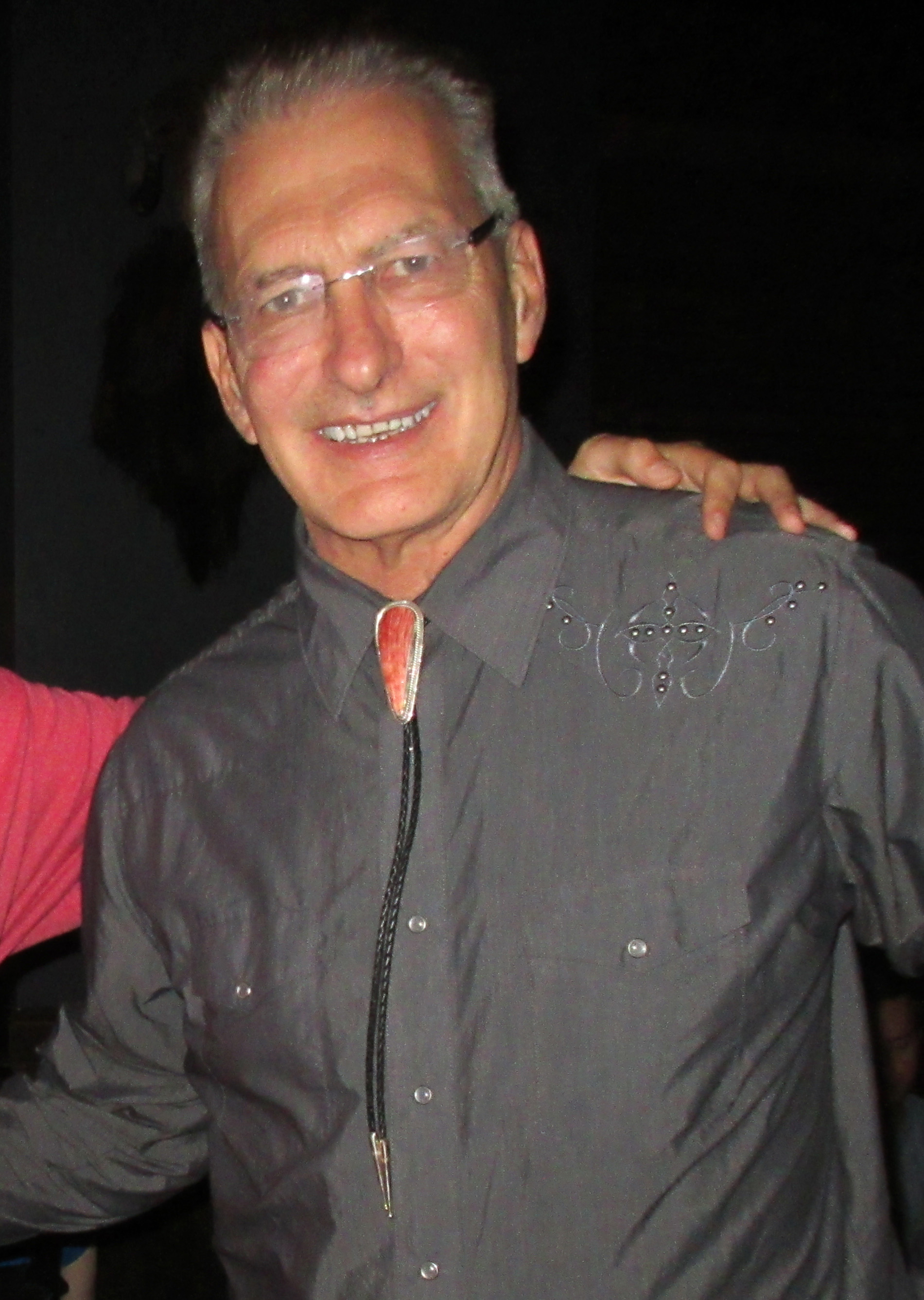

조 밥 브리그스(Joe Bob Briggs, 1953년 1월 27일 ~ )은 미국의 배우, 저널리스트, 작가이다.
댈러스에서 태어났다.

## 영화
- 호그질라 (2007년)
- 이블 에버 에프터 (2006년)
- 페이스 오프 (1997년)
- 더 데일리 쇼 위드 존 스튜어트 (1996년) - 게스트 역
- 카지노 (1995년) - 돈 워드 역
- 헐리웃 대로 2 (1989년)
- 파라다이스 (1988년)
- 못말리는 번디 가족 (1987년)